# Bomber (blouson)
Pour les articles homonymes, voir Bomber.

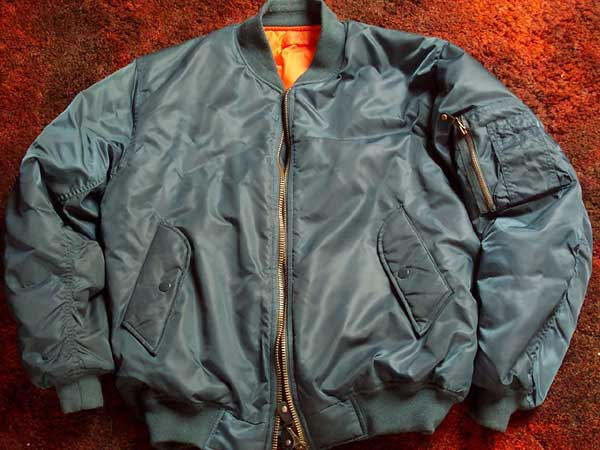
Bomber jacket L2-B

Le bomber, ou Flight jacket MA-1, est un blouson en nylon développé pour les pilotes de l'United States Air Force et ceux de la Navy. Cette pièce d'uniforme militaire a été popularisée par les images des pilotes de chasse et d'hélicoptère américains durant la guerre du Viêt Nam. Il est l'archétype du blouson d'aviateur en fibre synthétique, s'étant substitué aux modèles antérieurs, en cuir.

## Origines
Les premiers bombers datent du début des années 1950, en nylon de couleur bleu marine ou vert olive avec une poche zippée sur la manche, et répondent au cahier des charges « MIL-J-8279 ». Ce modèle, le MA-1, remplace le B-15, pourvu lui d'un col en fourrure. En 1963, la doublure verte est remplacée par un tissu orange détresse, le blouson devient réversible pour le besoin de repérage des pilotes en détresse. Alpha Industries est le fabricant emblématique ayant fourni l'US Air Force.

## Usages civils
Au cours des années 1960, Alpha industries décide de commercialiser ce blouson à destination du grand public. La coupe du vêtement est alors popularisée par les actualités traitant de la guerre du Viêt Nam, et plus encore, ultérieurement, la guerre des Malouines, première guerre retransmise en direct.
Les soldats britanniques et américains, de retour dans le civil, gardent leur veste alors qu'ils deviennent ouvriers. Il est également popularisé par des stars qui le portent, comme Marilyn Monroe et James Dean. Le bomber devient un marqueur identitaire. D'abord pour des skinheads dans les années 1980, qui revendiquent un ancrage prolétaire. Dans les années 1990 les rappeurs américains Nas et Dr. Dre (NWA) puis toute la mouvance gangsta rap. En parallèle, les gabbers aux Pays-Bas s'approprient également le vêtement.

## Mode
D'autres coloris font leur apparition : bordeaux, camouflage… même si les couleurs phares restent le bleu marine, vert olive et noir. Dès 2000, le bomber entre sur les podiums des défilés de mode, avec le modèle Pyramide Bomber de Raf Simons, que le créateur belge réinterprète pendant plusieurs collections. Plus récemment, le blouson apparait chez Givenchy, Dior Homme, MSGM, Alexander Wang ou Dries Van Noten,. Chez ce dernier, il est assorti à des pantalons de survêtement, ce qui rappelle la mode gabber.